# Badehaus (Mellrichstadt)

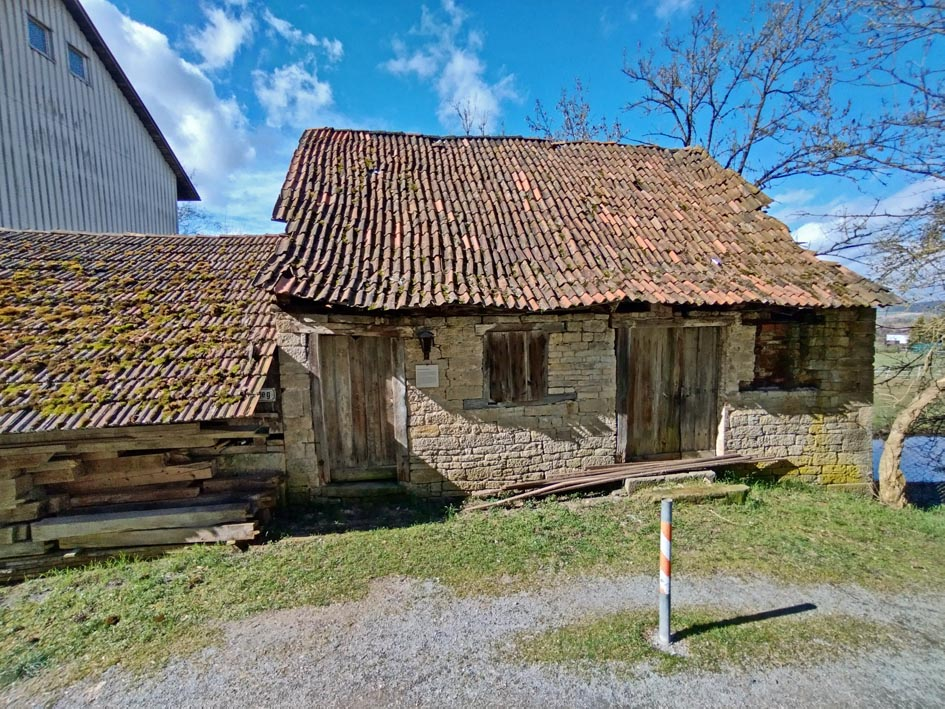
Das Badehaus

Das Mellrichstädter Badehaus (in der Alltagssprache oft auch „Badstube“) ist ein im Jahr 1366 erstmals erwähntes Badehaus in Mellrichstadt. Es handelt sich dabei um das äußere Badehaus, das außerhalb der Stadtmauer liegt. In mittelalterlichen Texten finden sich Hinweise auf eine weitere Badstube innerhalb der Stadtmauer. Das Badehaus liegt unmittelbar am Gewässer Streu und befindet sich in direkter Nachbarschaft zur Eichersmühle. Durch die Badpforte in der Stadtmauer besteht Zugang zur Innenstadt. Unterschiedliche Steininschriften, darunter die des örtlichen Steinmetzes Balzer Schubert, dokumentieren eine Umbautätigkeit. Heute ist der Zustand des Bauwerks stark ruinös und das Gebäude kann nicht mehr betreten werden. 

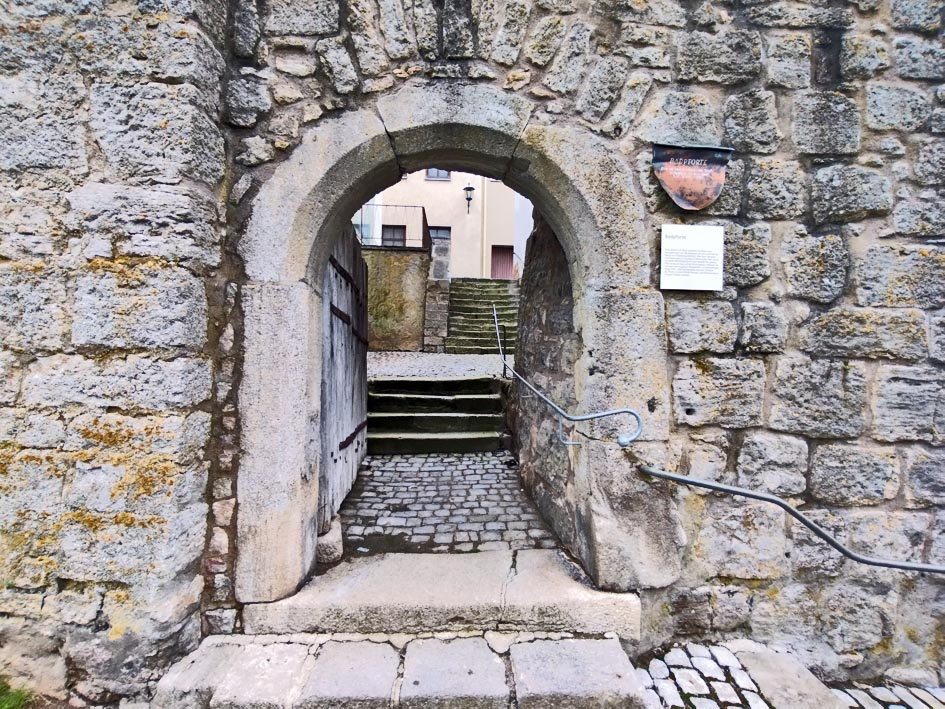
Die Badpforte in der Stadtmauer

Die Bausubstanz war zuletzt 2023 Gegenstand von Forschungen des Historikers Joachim Zeune. Ab 1731 wurde im Gebäude eine Gerberei betrieben. In den letzten hundert Jahren diente das Gebäude als Lagerraum.

## Literatur

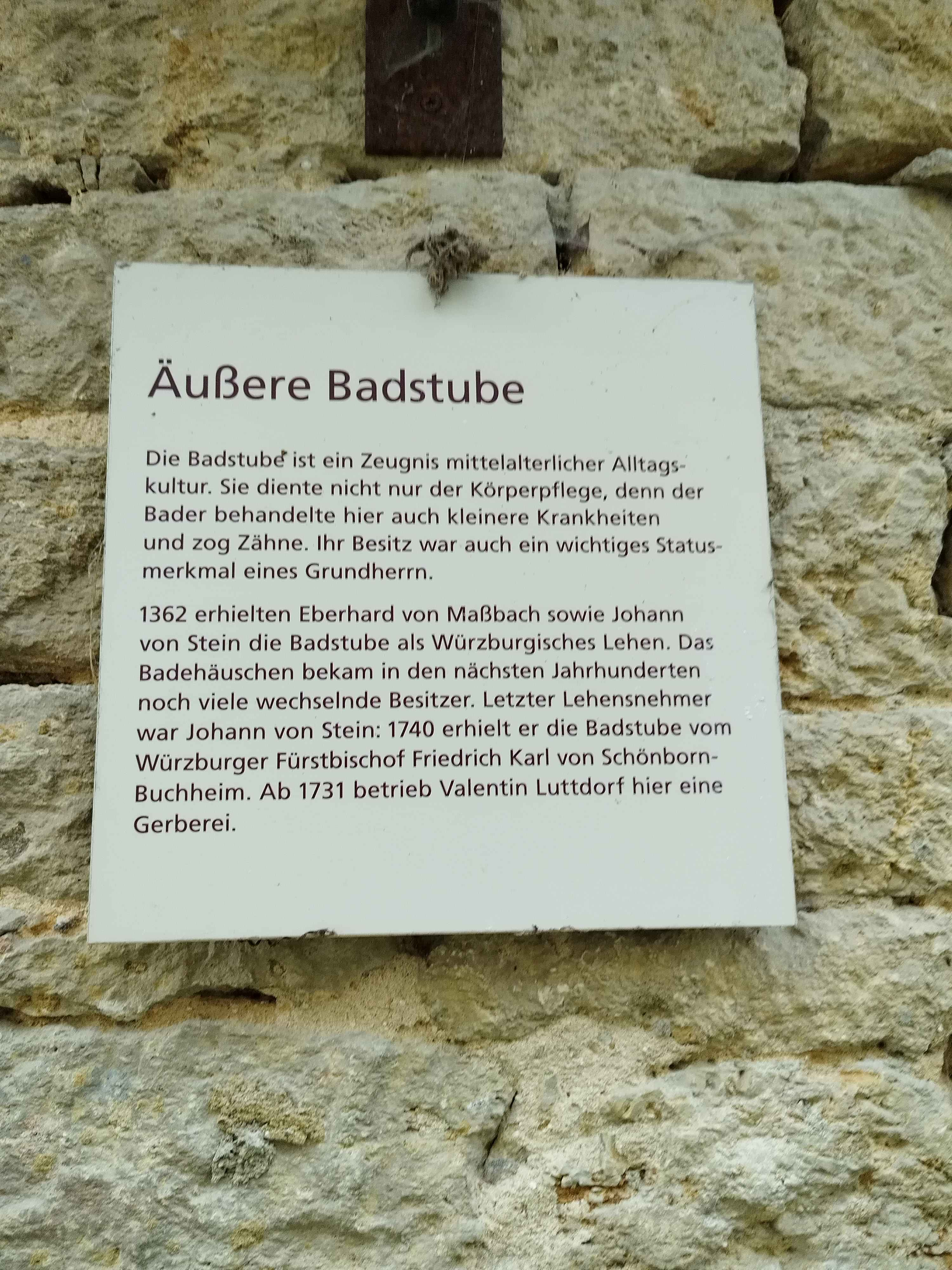
Informationstafel am Badehaus